# Alquería Fonda
La alquería Fonda, situada en el camino de Moncada del término municipal de Valencia (España), y que data del siglo XIV, es uno de los ejemplos más antiguos e interesantes de casa rural en Valencia.
Se trata de una casa de planta basilical con nave central, dos laterales, más una cuarta adosada a uno de los laterales.
Realizada con muros de tapial, en fachada se sitúa un arco de sillería.
El espacio externo y de acceso a la casa, se organiza utilizando un sistema indirecto, de vistas cerradas, con ángulo de 90° que conduce desde la calle a un patio previo, y desde este a la casa, con una estructura de origen islámico.
La cubierta se levanta sobre el vano de la nave central.